# 潘月樵
潘月樵（1869年或1871年—1928年），名宗岳（一作崇密），字万胜，艺名小连生，男，江苏甘泉人，中国京剧演员、剧作家。